# Thebaïne
Thebaïne (paramorfine) is een opiumalkaloïde met als brutoformule C19H20NO3. Het komt in kleine hoeveelheden voor in opium.
Thebaïne is chemisch verwant aan morfine en codeïne. Het heeft echter geen sederend maar een stimulerend effect en kan in hoge doses strychnine-achtige krampen veroorzaken. Het wordt niet therapeutisch gebruikt door de hoge letaliteit (de LD50 van thebaïne is bij muizen 42 mg/kg). Het wordt industrieel omgezet in een groot aantal verwante verbindingen zoals oxycodon, oxymorfon, nalbufine, naloxon, naltrexon, buprenorfine en etorfine.
Thebaïne is een van de alkaloïden die in de slaapbol (Papaver somniferum) zit. Het is de giftigste opiumalkaloïde. Het vormt de grondstof in de verdere productie van synthetische opiaten zoals oxycodon en naloxon.
Het behoort tot de middelen die nationaal en internationaal wettelijk aan beperkingen zijn gebonden.